# Walter Frentz
Walter Frentz, född 21 augusti 1907 i Heilbronn, Kungariket Württemberg, död 6 juli 2004 i Überlingen, Baden-Württemberg, var en tysk filmfotograf, fotograf och filmskapare. I fotografi och på film dokumenterade han Tredje rikets ledande politiker och militärer, i synnerhet Adolf Hitler.

## Biografi
Frantz studerade elektroteknik vid tekniska universiteten i München och Berlin. Från 1933 arbetade han som filmfotograf inom filmindustrin sedan hans filmer om kanotpaddling hade blivit uppmärksammade. Frentz var entusiastisk kanot- och kajakpaddlare och gjorde i samband med sin idrott sina första egna filmer. Senare anställdes han inom tyska statsförvaltningen som kameraman hos filmdirektören Leni Riefenstahl. Mellan sina egna filmer arbetade Frentz även för UFA:s journalfilm Die Deutsche Wochenschau.
Tillsammans med Riefenstahl och flera andra filmfotografer filmade han bland annat Viljans triumf om NSDAP:s partikongress i Nürnberg 1934 samt Riefenstahls Den stora olympiaden som skildrar Olympiska sommarspelen 1936.
Efter krigsutbrottet 1939 var Frentz ansvarig för att filma och dokumentera Hitler och hans stab. Han följde med Hitler på alla hans resor under krigsåren. Frentz tog många färgbilder och porträttbilder av Hitler och hans närmaste gäster i den så kallade inre kretsen i Berghof i Obersalzberg och i krigshögkvarteret ”Wolfsschanze” (Varglyan). Han befordrades till löjtnant i Luftwaffe den 1 februari 1942. 1944 dokumenterade han tillverkning och robotuppskjutningar av Hitlers "Wunderwaffe" V-2 i Dora-Mittelbau.
Den 24 april 1945 flög Frentz ut ur Berlin till München och bilade vidare till Obersalzberg där han fick deponera en stor mängd av sina negativ. Därpå arresterades han tillsammans med Herman Göring av SS i anslutning till den så kallade Herman Göring-affären. Några dagar senare tilläts han återvända. Från april 1945 avbröts hans verksamhet som fotograf. Walter Frentz var krigsfånge hos de amerikanska trupperna från krigsslutet till slutet av 1946.
Under efterkrigstiden upptog Frentz sina kajakfärder och spelade in flera filmer från sina resor med båt. 1952 arbetade han med en officiell film för Olympiska sommarspelen 1952 i Helsingfors. 1977–1978 gjorde han sin sista film som handlade om nationalparker i USA. Mot slutet av sitt liv sysslade han vid sidan om föredragshållandet mest med att ordna upp sitt enorma bildarkiv av färgfotografier.